# Crusauer Kupfer- und Messingfabrik
Die Fabrikanlage der Crusauer Kupfer- und Messingfabrik (dänisch Kruså Kobbermølle) in Kupfermühle Gemeinde Harrislee bei Flensburg blieb bis heute in wesentlichen Teilen erhalten. Ihre Geschichte wird vom Industriemuseum Kupfermühle in drei vollständig renovierten historischen Industriehallen des Fördervereins Industriemuseum Kupfermühle e. V. museal bewahrt.

## Geschichte

### 17. Jahrhundert bis 1864
Um 1600 ließ der dänische König und Herzog von Schleswig Christian IV. am Flüsschen Krusau (dänisch Kruså) ein Hammerwerk zur Metallverarbeitung errichten. Die älteste bekannte Urkunde der Kupfermühle stammt aus dem Jahr 1633. Die seinerzeit wichtigsten Grundvoraussetzungen, zollfreie Verkehrswege, Energie und Rohstoffzufuhr waren gegeben. Flensburg war der zweitwichtigste Hafen des Dänischen Königreichs zu dem auch Norwegen von 1380 bis 1814 in Personalunion zählte. Über die norwegische Hafenstadt Trondheim wurden Metalle und Metallerze zollfrei aus der ebenfalls norwegischen Bergstadt Røros per Schiff angeliefert. Das starke Gefälle und die vielen Quellzuflüsse des kleinen Flusses waren ideal für den gleichmäßigen Antrieb der mit Wasserkraft betriebenen Hammerwerke des Industriebetriebes. 

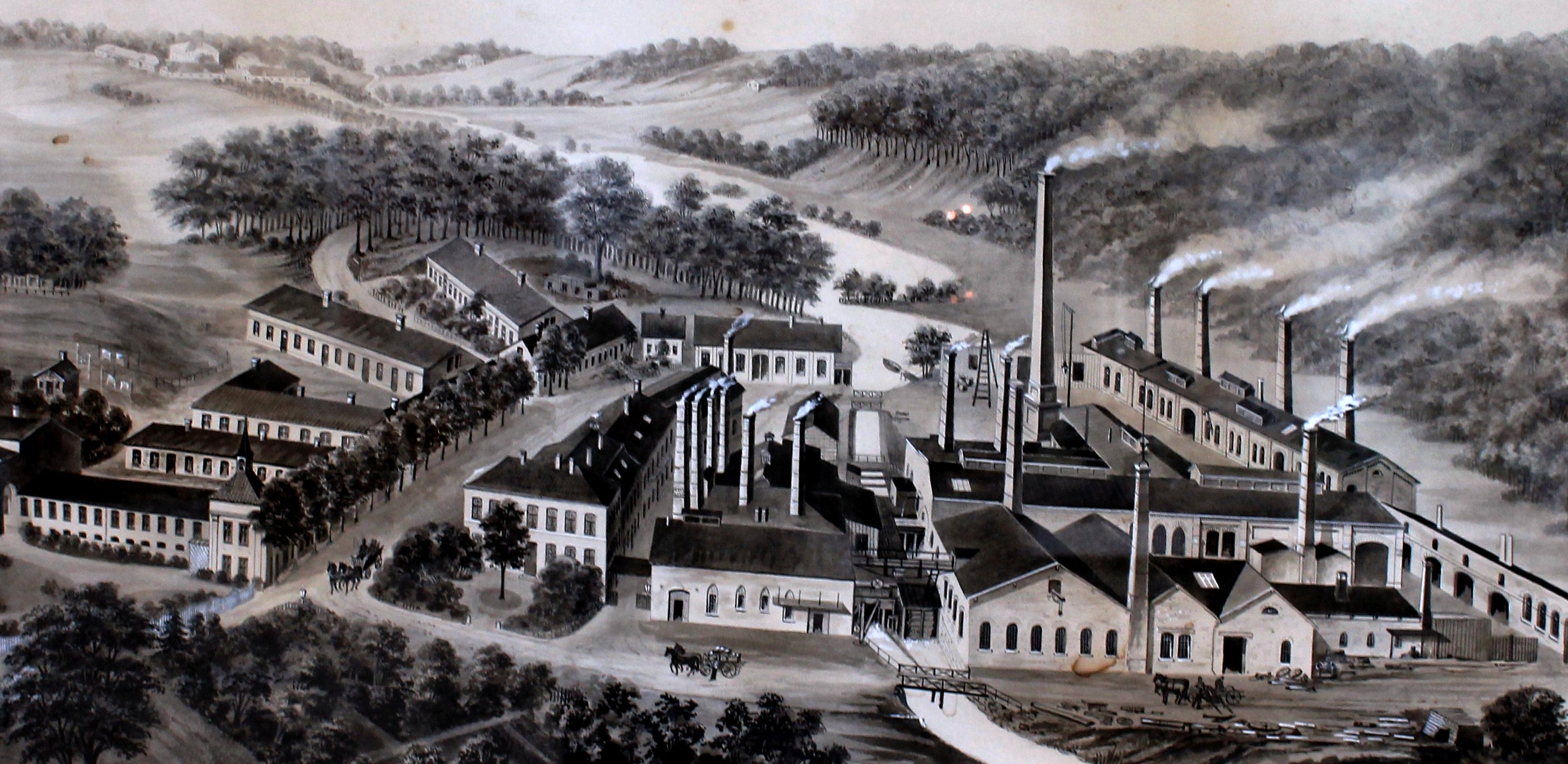
Kupfermühle um 1900

Die Kupfermühle wurde während ihrer Geschichte mehrfach zerstört und wieder aufgebaut: 1628 im Dreißigjährigen Krieg, im Jahr 1644 sowie während der Karl-Gustav-Kriege. 1687 übernahm Hilmar von Lutten die Mühle. Das Werk wurde dann 1747 von Hildemar thor Straten übernommen und 1766 von Josias thor Straten sowie 1802 von Josias thor Straten II weitergeführt. Bis 1800 hatte sich das Kupfer- und Messingwerk in die größte Industrieanlage des Herzogtums Schleswig entwickelt und galt als eine der größten im Dänischen Königreich.
Im Jahr 1830 wurden die königlichen Privilegien nicht mehr verlängert. Das Werk übernahmen 1842 F. Görrisen und J. J. Danielsen, 1857 übernahmen die Gebrüder Schmidt und G. Dittmann und C. C. Danielsen die Kupfermühle.

### Bedeutung der Kupfermühle um 1850
In der Hochzeit des hölzernen Schiffbaus um 1850 hatte die Kupfermühle eine sehr große Bedeutung, da der hölzerne Unterwasserschiffsrumpf mit Kupferplatten vor dem Schiffsbohrwurm geschützt wurde. Christoph Kolumbus verlor vier seiner Schiffe an den Schiffsbohrwurm, eine Bohrmuschelart mit dem Aussehen eines Wurmes, der sich im Gegensatz zu anderen Muschelarten überwiegend von Holz ernährt. Mit den stark verkleinerten zu Bohrwerkzeugen umgebildeten Muschelschalen bohrt er sich in die unter Wasser liegende Holzplanken einen bis zu 20 cm langen Gang, den er mit Kalk auskleidet um seinen weichen Körper zu schützen. Im 18. Jahrhundert wurde der Beschlag mit Kupferblech bei Schiffen als wirksamster Schutz gegen den Schiffsbohrwurm erkannt. Da sich das Kupfer durch die galvanische Reaktion verzehrte, musste dieser Beschlag jedoch regelmäßig erneuert werden.
Um 1840 hatte die Kupfermühle acht Wasserräder zum Antrieb von zehn Hammerwerken. Neben dem großen Kupferlager gab es eine Messingbrennerei und fünf verschiedene Werkstätten. Außerdem gehörten Ländereien, ein Wirtshaus mit eigenen Brau- und Brennereirechten, eine Ziegelei, eine Schule und 34 Arbeiterwohnungen dazu. Der Ort Kupfermühle zählte 187 Einwohner, davon waren 44 im Werk beschäftigt. 1857 übernahmen Flensburger Kaufleute, darunter der Brennereibesitzen Christian C. Christiansen die Kupfermühle.

### Unter preußischer Herrschaft ab 1864

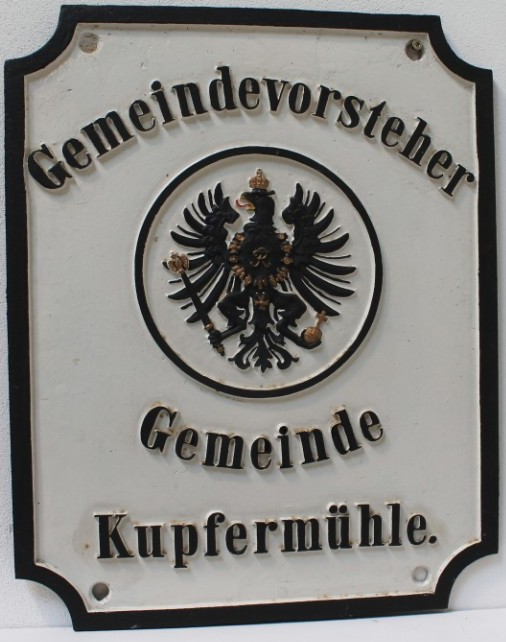
Kupfermühle wird preußisch

1864 fiel die Region an Preußen und das Werk wurde vollständig saniert. Das Rohkupfer wurde jetzt im internationalen Markt, vorwiegend aus Nord- und Südamerika importiert. Ein neuer Kupferofen wurde aufgebaut und mit dem Einsatz von Glühöfen wurde das Warmwalzverfahren eingeführt. Die neuen Öfen wurden mit Steinkohle aus England beheizt, statt wie bisher mit Holz und Torf. Damit wurde eine erheblich bessere Qualität der dünnen als „Schiffshaut“ bezeichneten Kupferblechen erreicht, die jetzt international vermarktet werden konnten. So konnte die Kupfermühle z. B. von 1884 bis 1888 Material nach Skandinavien, Italien, Portugal, Holland und Nord- und Südamerika für über 200 Schiffe liefern.
Die seinerzeit als Yellow-Metall bezeichnete Legierung, die der englische Industriellen George Fredric Muntz 1832 patentieren ließ, führte in Kupfermühle nach Ablauf des Patentschutzes in den 1860er Jahren zu neuem Aufschwung. Die auch als Muntzmetall bezeichnete Legierung ist ein schmiedbares Gussmessing und elastischer als Messing und hat das Kupferblech im Schiffbau weitgehend abgelöst.
Im Jahr 1871 wurde die Dampfkraft eingeführt. Es wurden ein Kessel und eine 50-PS-Dampfmaschine installiert, die das Walzwerk für die Muntzmetall-Bleche antrieb. Die gute Qualität dieser Bleche wurde in London, Hamburg, Wien, Flensburg, Antwerpen und Kiel ausgezeichnet und aufgrund der hohen Nachfrage verdoppelte sich die Produktion von Blechen aus Muntz-Metall. Das Stammpersonal der Kupfermühle musste daher um 10 Arbeitern von 60 auf 70 Mann erhöht werden.
1885 wurde Friedrich Raben Eigentümer der Kupfermühle, die dann 1889 eine Umwandlung in Crusauer Kupfer- und Messingfabrik AG erfuhr.
1908 wurde in der Kupferhütte eine Wasserturbinenanlage installiert, dabei handelte es sich um eine Francis-Turbine von Voith. Das Wasser wurde dem stehenden Turbinenrad über ein aus Rohrleitungen bestehendes Leitsystem zugeführt. Der von dieser Überdruckturbine angetriebene Generator hatte eine Nennleistung von 100 kW.

### Im Ersten und Zweiten Weltkrieg
Während des Ersten Weltkriegs von 1914 bis 1918 gehörte die Kupfermühle zur Rüstungsindustrie. Innerhalb drei Monaten Schließung wurde das Werk zum Rüstungsbetrieb umgebaut. Es wurden vorwiegend Granatzünder und Munitionshülsen aus Kupfer und Messing, später auch aus Eisen, hergestellt. Die Zahl der Arbeiter stieg von 115 bis auf 350 und wirtschaftlich war dieser Zeitraum mit hohen Gewinnen verbunden. Neben den bisherigen Arbeitern wurden auch Frauen und Kriegsgefangene beschäftigt.
Nach dem Krieg erfolgte 1919 die Umwandlung in eine GmbH mit Sitz in Hamburg, die Mehrheit der Anteile lag bei den Brüdern Eduard und Paul Lotz.
Auch im Zweiten Weltkrieg zählte das Werk zur Rüstungsindustrie. Es wurden allerdings keine direkten Rüstungsgüter produziert, sondern überwiegend industrielle Vorprodukte und Halbzeuge wie Rohre, Stangen, Profil und Bleche aus Kupfer und Messing. Außerdem Schrauben, Muttern, Scheiben und Splinte aus Sonderlegierungen sowie Kupfer und Messing. Das Werk konnte nur geringe Gewinne erzielen, da Preise und Löhne vorgegeben waren. Das Werk erhielt fast keine kriegsbedingte Schäden und zum Kriegsende und die ersten Jahre danach herrschte ein ziemliches Durcheinander.

### Nachkriegszeit bis zur Schließung 1962
Ab 1950 wurden 113 Personen beschäftigt, 96 Arbeiter, 15 Angestellte und 2 Lehrlinge. Die Geschäfte liefen schlecht und 1956 wurde ein Vergleichsverfahren beantragt. Von den 160 Beschäftigten wurden 70 entlassen und der Fertigungsbereich Rohre und Stangen wurde geschlossen. 1959 wurden Rationalisierungsmaßnahmen durchgeführt und mit Unterstützung des Landkreises Flensburg wurde das Werk mit wenig Erfolg saniert. Da sich die Marktaussichten verschlechterten, wurde die Crusauer Kupfer- und Messingfabrik unter dem Hauptanteilseigner Grillo Handelsgesellschaft mbH im Jahr 1962 nach einer rund 360-jährigen Betriebszeit geschlossen.

## Von der Fabrik zum Museum ab 1962

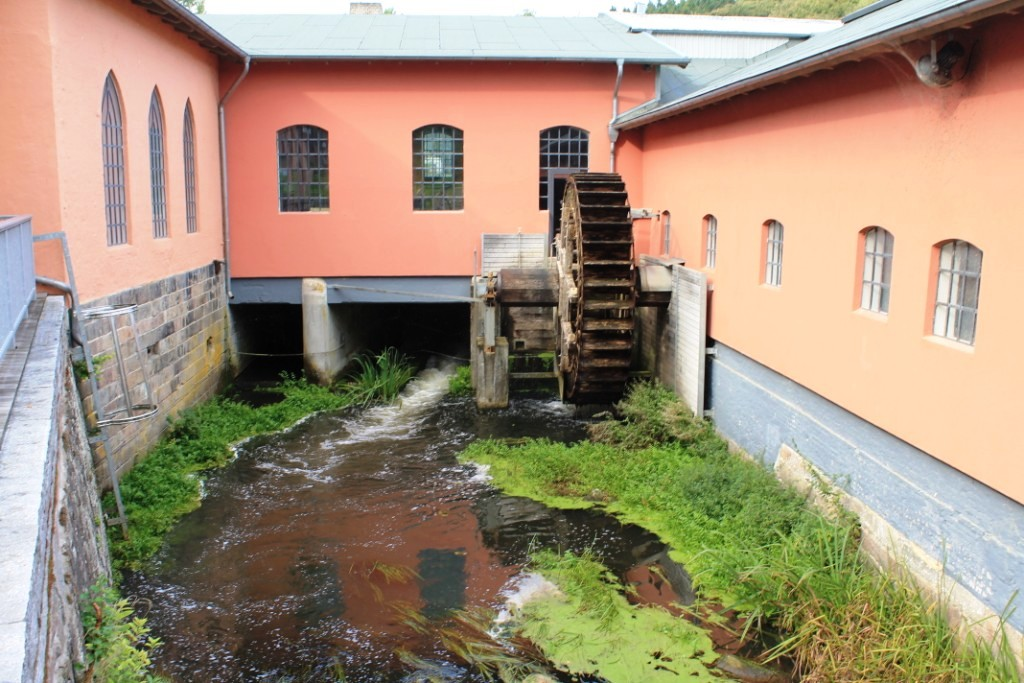
Industriemuseum Kupfermühle, Blick auf das Wasserrad der ehemaligen Crusauer Kupfer- und Messingfabrik

Nach der Schließung der Fabrik 1962 begann die Geschichte des Privatmuseums des Lehrerehepaares Daetz.
Bereits in den 1990er-Jahren gab es erste Erweiterungskonzepte zu einer Museumslandschaft in der Kupfermühle, die mit der Gründung des Fördervereins Industriemuseum Kupfermühle e. V. 1998 ein weiteres Standbein bekam. 2007 gab der Vorsitzende des Industrievereins und spätere Bauleiter Gerd Pickardt erste Entwürfe für ein Industriemuseum in Auftrag. Nach Überarbeitung der Konzepte und langjährigem Einsatz für die Finanzierung des Projektes wurde der Umbau möglich. Unterstützt wurden die Arbeiten durch zahlreiche regionale Handwerksbetriebe und das Architekturbüro „Bauwerk“ sowie den Einsatz der ehrenamtlichen Mitarbeiter und einem Teil der „Nachbarn“ der Kupfermühle. Die Fördermittel in Höhe von 1,7 Millionen Euro für den Umbau kamen aus Dänemark, vom Land Schleswig-Holstein und der EU, weitere Zuschüsse durch die Gemeinde Harrislee und private Sponsoren. Seit Juli 2014 war der lange Weg zu einer neuen Museumslandschaft in dem alten Fabrikort Kupfermühle wieder einen Schritt vorangekommen.
Nach gut einem Jahr Bauzeit wurde das erweiterte und neu gestaltete Industriemuseum Kupfermühle – Kobbermølle Industrimuseum – wieder eröffnet. Neben der alten, komplett sanierten Maschinenhalle und der Werkstatt im Turbinenhaus ist eine weitere umgebaute Industriehalle der Crusauer Kupfer- und Messing-Fabrik hinzugekommen.

## Galerie

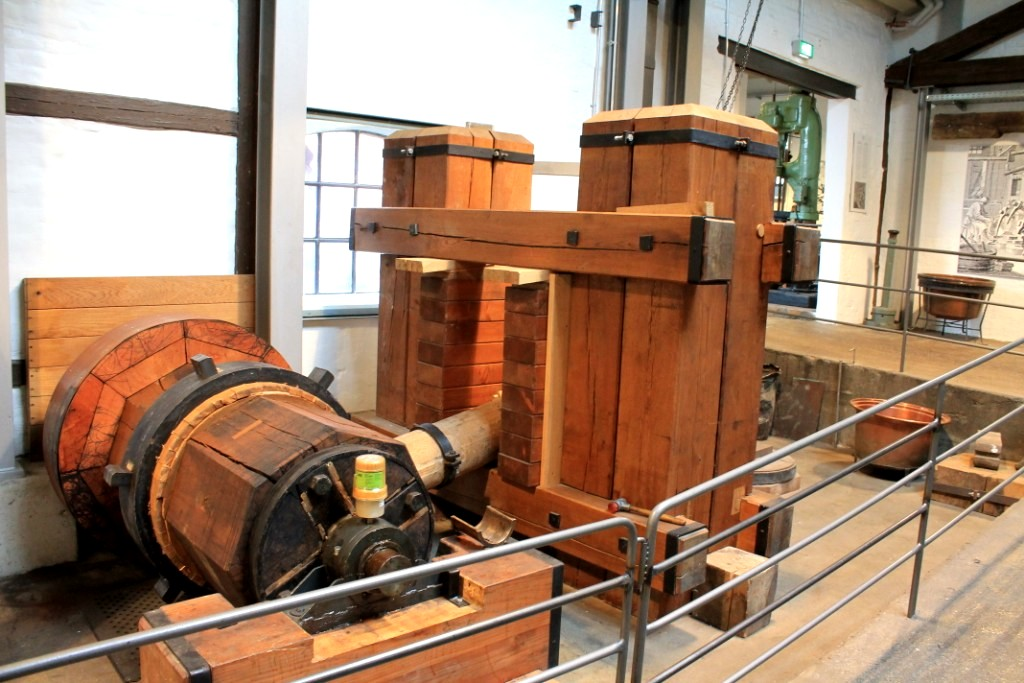
Historisches Hammerwerk der Kupfermühle
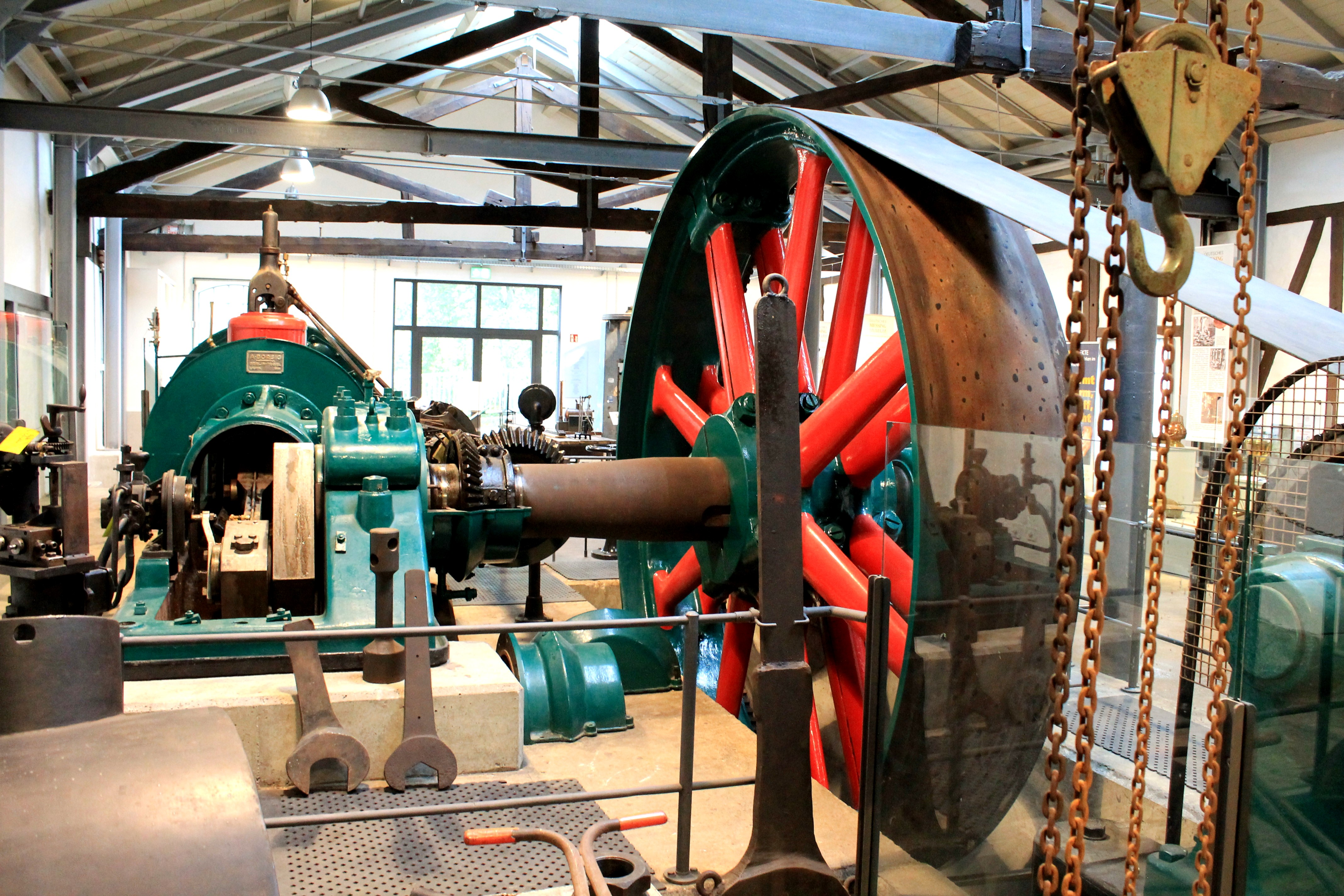
Dampfmaschine mit Schwungrad, Getriebe und Generator
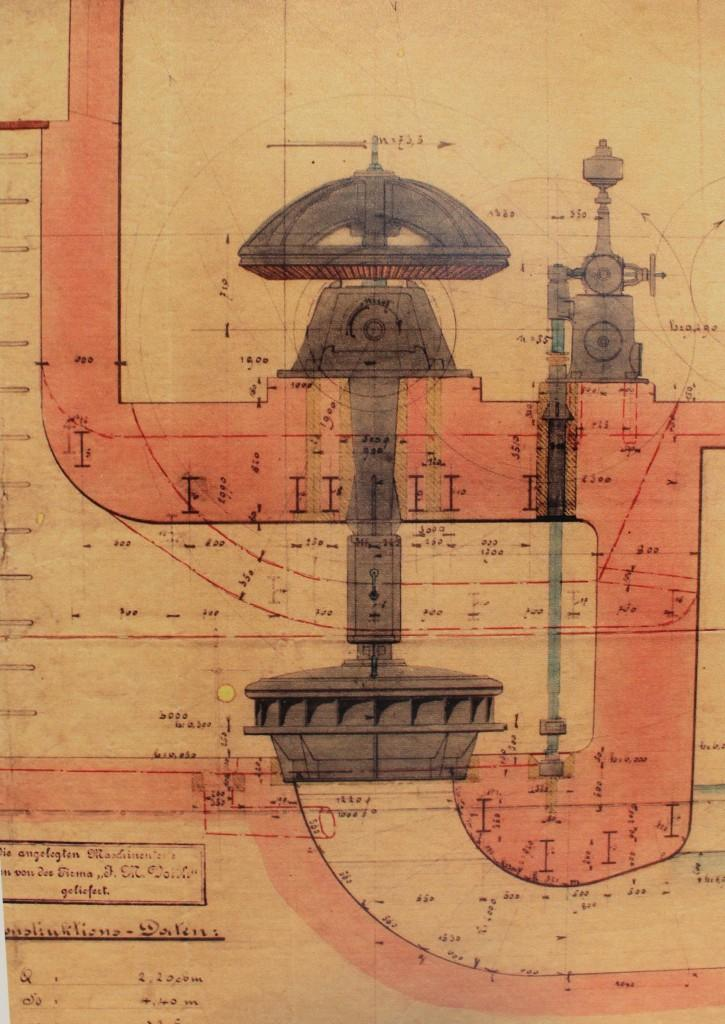
Zeichnung einer Wasserturbine der Firma Voith
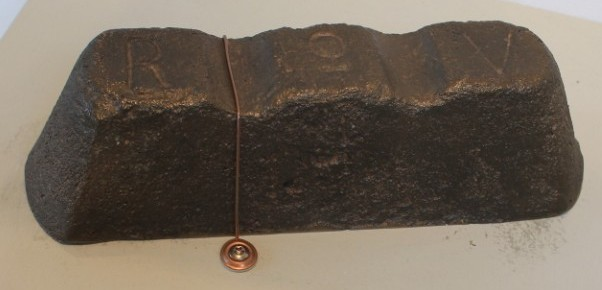
Rohkupferbarren aus Røros